# Филип Дедић
Филип Дедић српски је филмски и тв монтажер. 

## Биографија
Синовац је познатог југословенског и хрватског кантаутора Арсена Дедића и брат од стрица хрватског музичара Матије Дедића. Син је српског академског сликара Милутина Дедића и брат српског академског сликара Луке Дедића.
Током каријере сарађивао је са Дарком Бајићем, Миланом Тодоровићем, Миланом Коњевићем и Предрагом Гагом Антонијевићем.
Урадио је монтажу мноштва кратких и рекламних филмова. Широј публици познат по монтажи ТВ серија Прваци света, Убице мог оца и Државни службеник.

## Филмографија
- Дерби (2001) — монтажер
- Шахт (2002) — монтажер
- Нетрпељивост (2003) — монтажер
- Таксиста (2003) — монтажер
- Made in Serbia — монтажер
- На лепом плавом Дунаву — монтажер
- Зона мртвих (2009) - монтажер
- Кориолан (2011) — асистент монтаже
- О Гринго (2011) — монтажер
- Локаут (2012) — асистент монтаже
- Тајно (2013) — асистент монтаже
- Споменик Мајклу Џексону (2014) — комонтажер
- Новембарски човек (2014) — асистент монтаже
- Мамула (2014) — монтажер
- Једнаки (2014) — монтажер
- Шума (2016) — асистент монтаже
- Прваци света (2016) — монтажер
- Заспанка за војнике (2018) — монтажер
- Дара из Јасеновца (2021) — монтажер
- Певачица (ТВ серија) (2021 - још траје) — монтажер
- Златни дани (ТВ серија) (2021) — монтажер
- Убице мог оца (2016 - још траје) — монтажер
- Државни службеник (2019- још траје) — монтажер
- Бунар (ТВ серија) (2022) — монтажер
- Дара из Јасеновца (мини-серија) (2023) — монтажер
- Рингишпил (серија) (2024) — монтажер
- Круна (филм) (2025) — монтажер